# 紀伊勝浦町
もしかして
- 那智勝浦町

ではありませんか？